# Prvoosebna strelska videoigra
Prvoosebne strelske videoigre (bolj znane pod angleškim izrazom First-person shooter oz. FPS) so zvrst videoiger, pri katerih je poudarek na bojevanju s strelnim orožjem iz prvoosebne perspektive, tj. igralec spremlja dogajanje v 3D skozi oči protagonista. Nekateri obravnavajo prvoosebne strelske igre kot samostojno zvrst, lahko pa jo uvrščamo tudi med strelske igre v širšem pomenu besede, kot podzvrst akcijskih videoiger. V osnovi vključuje strelska igra igralčevega avatarja, eno ali več orožij ter nasprotnike v simuliranem tridimenzionalnem okolju, skozi katerega se vsi liki premikajo. Tovrstne igre na osebnih računalnikih igralec največkrat upravlja s kombinacijo tipkovnice in miške, kjer s tipkovnico hodi naprej, nazaj in vstran ter upravlja z opremo, z miško pa meri in strelja. Sredi zaslona so vidne avatarjeve roke z orožjem, ob robovih pa igra izpisuje podatke, kot so količina streliva in življenjske energije.
Igra, ki jo največkrat navajajo kot utemeljiteljico zvrsti, je Wolfenstein 3D iz leta 1992, najzgodnejši prvoosebni strelski igri v psevdo-3D okolju pa sta bili Maze War in Spasim leta 1974. Leta 1993 je izšel Doom, ki je dodal premikanje v treh dimenzijah, izboljšane teksture in napredne svetlobne efekte za večji realizem ter večigralski način, v katerem so se lahko igralci pomerili drug proti drugemu preko lokalne omrežne povezave. Doom je bil tako priljubljen in vpliven, da so dobile vse podobne igre naslednjih let oznako »kloni Dooma«, izraz prvoosebna strelska igra pa se je uveljavil šele nekoliko kasneje. Med vplivnejšimi naslovi kasnejših let so še System Shock (1994), Duke Nukem 3D (1996), Quake (1996), Half-Life (1998), Unreal (1999) in Call of Duty (2003).